# 蟲膠

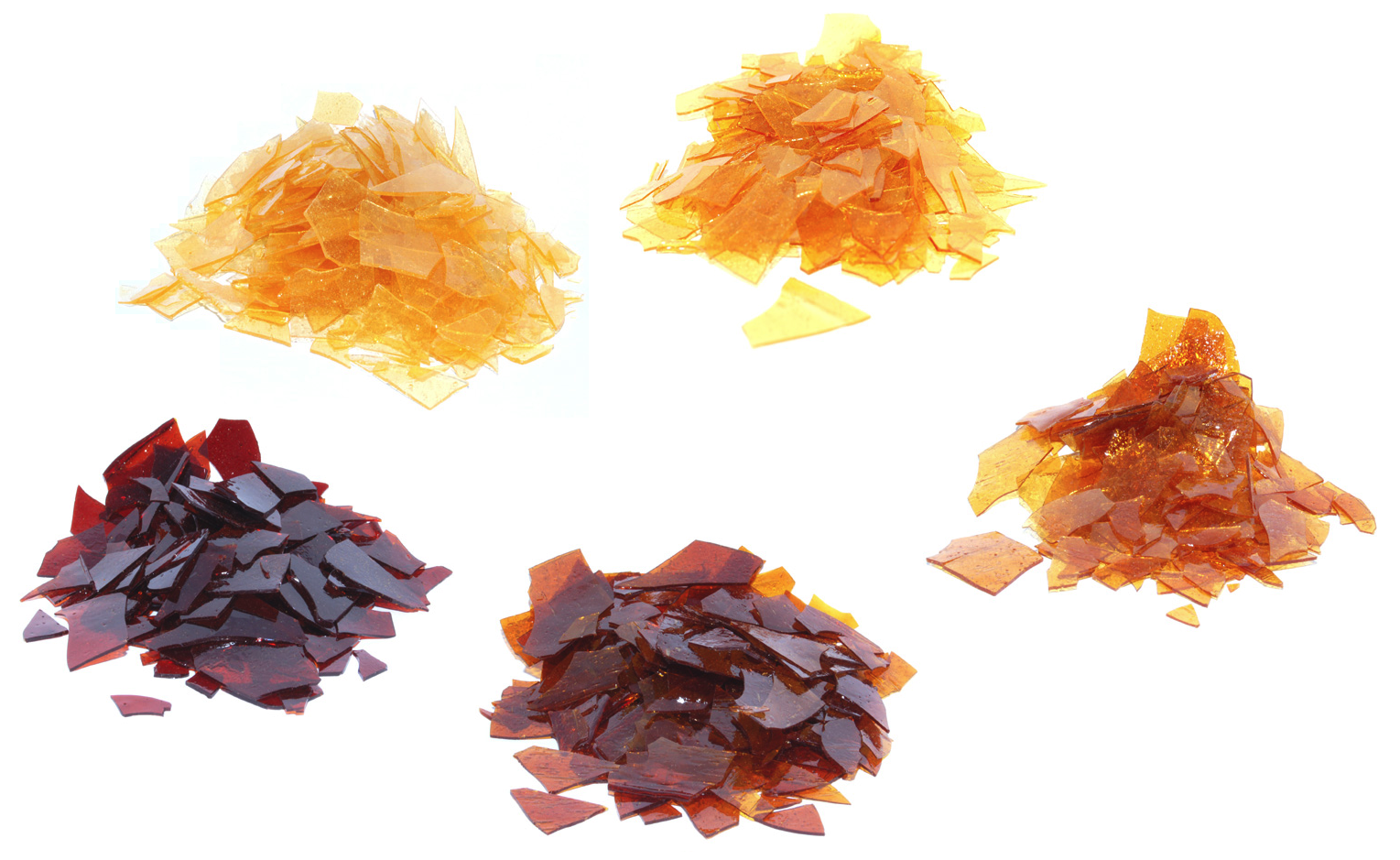
一些不同顏色的蟲膠片

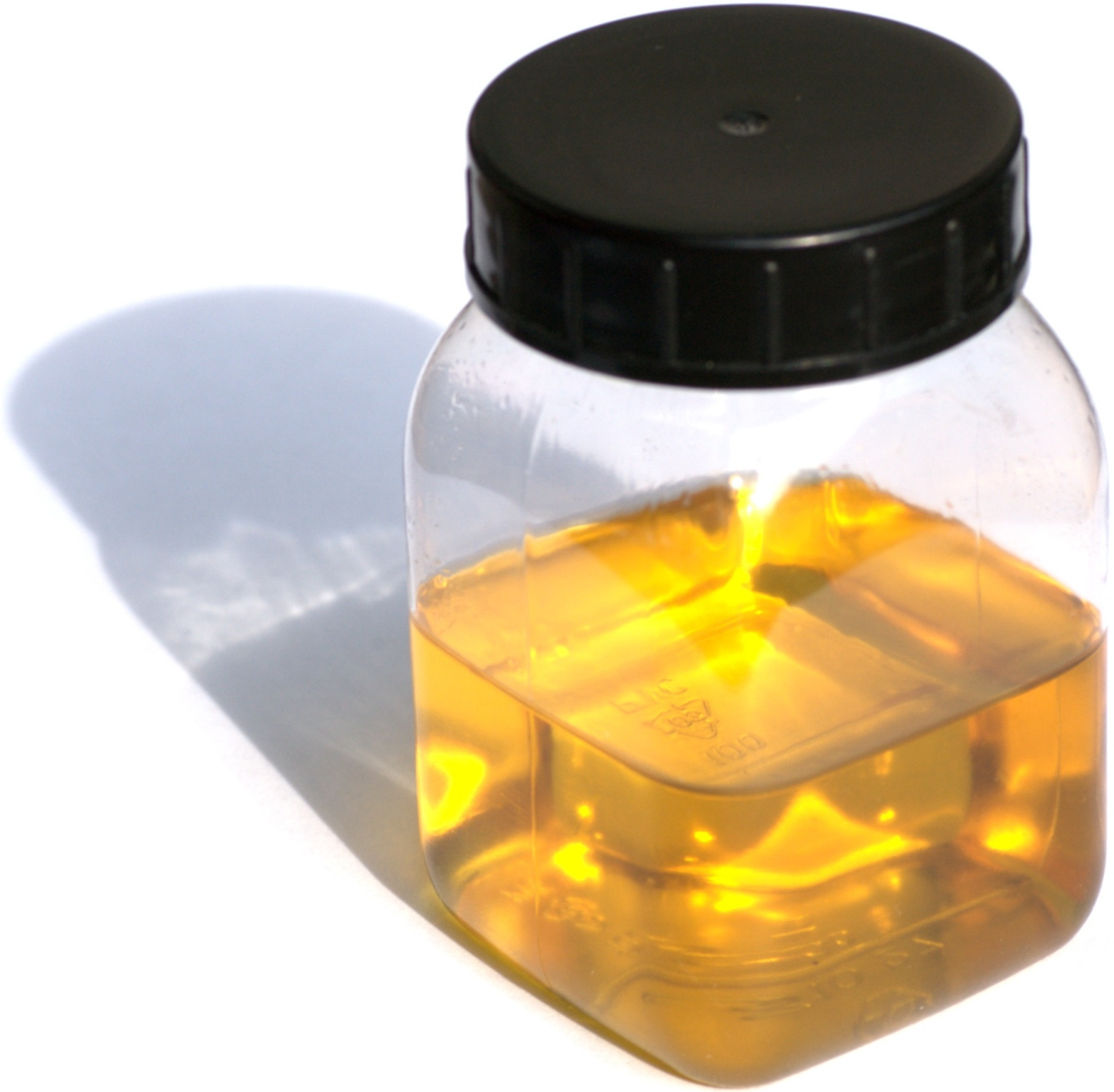
蟲膠片溶於酒精中，形成蟲膠漆

虫胶（shellac）又称紫胶，是一种由雌性紫胶蚧（紫膠介殼蟲）（Kerria lacca）或其他胶蚧科物种在印度和泰国森林树木上分泌的类树脂胶质物。
历史上紫胶作为制造染料、胭脂、口脂的原料，还用来作为宝物、玉石的胶合剂，以及医药工业填充剂。目前亦可广泛地用于军事工业、民用工业。
五金店一般販賣時會以乾燥的虫胶片（紫胶片、片胶、洋干漆）形式販賣。使用時再加上酒精溶開可得蟲膠漆。蟲膠漆一般用於為木板髹油時用，令木紋更明顯。
另外，蟲膠本身亦是合法的食品添加劑，編號E904。